# Oussa (Petchora)
Pour les articles homonymes, voir Oussa.
L'Oussa (en russe : Уса) est une rivière de Russie qui coule dans la république des Komis. C'est le principal affluent du fleuve Petchora auquel il donne ses eaux en rive droite.

## Étymologie
Le nom de la rivière est un mot d'origine finno-ougrienne que l'on rencontre fréquemment dans la partie nord-européenne de la Russie. Il signifie probablement « affluent ». 

## Géographie
L'Oussa a un cours long de 565 km, un bassin versant d'une surface de 93 600 km2. La rivière naît sur le versant occidental des montagnes de l'Oural polaire ou septentrional, de la jonction des eaux du petit Oussa et du grand Oussa. Le petit Oussa est un cours d'eau comportant de nombreux rapides très prisés des touristes. L'Oussa proprement dit ne comporte pas de rapides, seulement des passages étroits.
L'Oussa coule globalement du nord-est vers le sud-ouest. Dans la partie supérieure de son cours, les rives de la rivière sont rocheuses. Dans les parties moyennes et inférieures, la rivière est bordée par des terrains plats et marécageux. Après avoir traversé le village de Sivomaskinski la rivière s'élargit considérablement. Sa largeur passe de 700 m à 2 km. La rivière décrit de larges méandres et forme de nombreuses îles. La rivière conserve cet aspect durant toute la dernière partie de son cours.
La rivière est navigable sur une longueur de 325 km en direction de l'amont depuis son point de confluence avec la Petchora.

## Villes traversées
L'Oussa ne baigne pas de villes importantes. Elle coule à une quinzaine de kilomètres de l'importante ville minière de Vorkouta, mais cette dernière est située sur la rivière Vorkouta.
Parmi les petites localités qui jalonnent son parcours, il faut citer :
- Oust-Vorkouta, située au confluent de la Vorkouta, Chum, Abez, Fion, Adjvavom, au confluent de l'Adjva. Siniandynd

## Affluents
L'Oussa reçoit de nombreux affluents souvent fort abondants :
- la Vorkouta (rive droite) qui conflue à Oust-Vorkouta.
- la Lemva (rive gauche) qui conflue à une quinzaine de kilomètres en amont d'Avez.
- la Bolchaïa Rogovaïa (rive droite)
- la Malaïa Rogovaïa (rive droite)
- le Kossyou (rive gauche)
- l'Adjva (rive droite), son plus important affluent, qui conflue à Adjvavom.
- la Bolchaïa Sinia (rive gauche)
- la Sinia (rive gauche)

## Hydrologie
Son débit moyen annuel à son embouchure est de 1 310 m3/s mais il connaît de très fortes amplitudes saisonnières avec un maximum de 21 500 m3/s en juin et un minimum de 43,9 m3/s en avril. La rivière gèle en octobre et dégèle en mai. Son régime est de type nivo-pluvial. 

### Hydrométrie - Les débits à Adjvavom
Le débit de l'Oussa a été observé pendant 58 ans (1931-1988) à Adjvavom, petite localité située peu après le confluent de la rivière Adjva, à 165 kilomètres en amont de la confluence avec la Petchora à Oust-Oussa . 
À Adjvavom, le débit inter annuel moyen ou module observé sur cette période était de 939 m3/s pour une surface prise en compte de 54 700 km2, soit plus ou moins 70 % du bassin versant total de la rivière.
La lame d'eau écoulée dans cette partie du bassin atteint ainsi le chiffre de 542 millimètres par an, ce qui doit être considéré comme très élevé, et résulte des précipitations abondantes tombant sur la partie ouralienne de son bassin.
Rivière alimentée en partie par la fonte des neiges, l'Oussa est un cours d'eau de régime nivo-pluvial. 
Les hautes eaux se déroulent au printemps et au début de l'été, du mois de mai au mois de juillet inclus, ce qui correspond au dégel et à la fonte des neiges du bassin. Dès le mois de juillet, le débit baisse fortement, mais reste très soutenu tout au long du reste de l'été et de l'automne. Un second sommet, de moyenne ampleur, a lieu au mois de septembre, et est lié aux précipitations automnales ainsi qu'à la moindre évaporation en cette saison.
Au mois d'octobre, le débit de la rivière baisse à nouveau, ce qui mène à la période des basses eaux. Celle-ci a lieu de novembre à avril inclus. 
Le débit moyen mensuel observé en mars (minimum d'étiage) est de 69,6 m3/s, soit 1,5 % du débit moyen du mois de juin (maximum mensuel de l'année avec 4 603 m3/s), ce qui souligne l'amplitude extrêmement élevée des variations saisonnières. Sur la durée d'observation de 58 ans, le débit mensuel minimal a été de 35,5 m3/s en avril 1974, tandis que le débit mensuel maximal s'élevait à 7 900 m3/s en juin 1972, soit presque autant que le débit moyen de la Volga.
En considérant la seule période estivale, la plus importante car libre de glaces (de mai à septembre inclus), le débit mensuel minimal observé a été de 301 m3/s en septembre 1988, ce qui restait encore confortable. Un débit mensuel estival inférieur à 320 m3/s est exceptionnel.